# Tergoceracris ebanoverde
Tergoceracris ebanoverde är en insektsart som beskrevs av Perez-gelabert och D. Otte 2003. Tergoceracris ebanoverde ingår i släktet Tergoceracris och familjen gräshoppor. Inga underarter finns listade i Catalogue of Life.